# Rökepipan
Rökepipan är ett naturreservat i Lunds kommun i Skåne län.
Rökepipan ligger strax norr om Dalby. Området är naturskyddat sedan 2011 och är 37 hektar stort. Reservatet består av tidigare betesmark och fäladsmark. I kanten av reservatet finns ortens vattentorn.

## Bilder

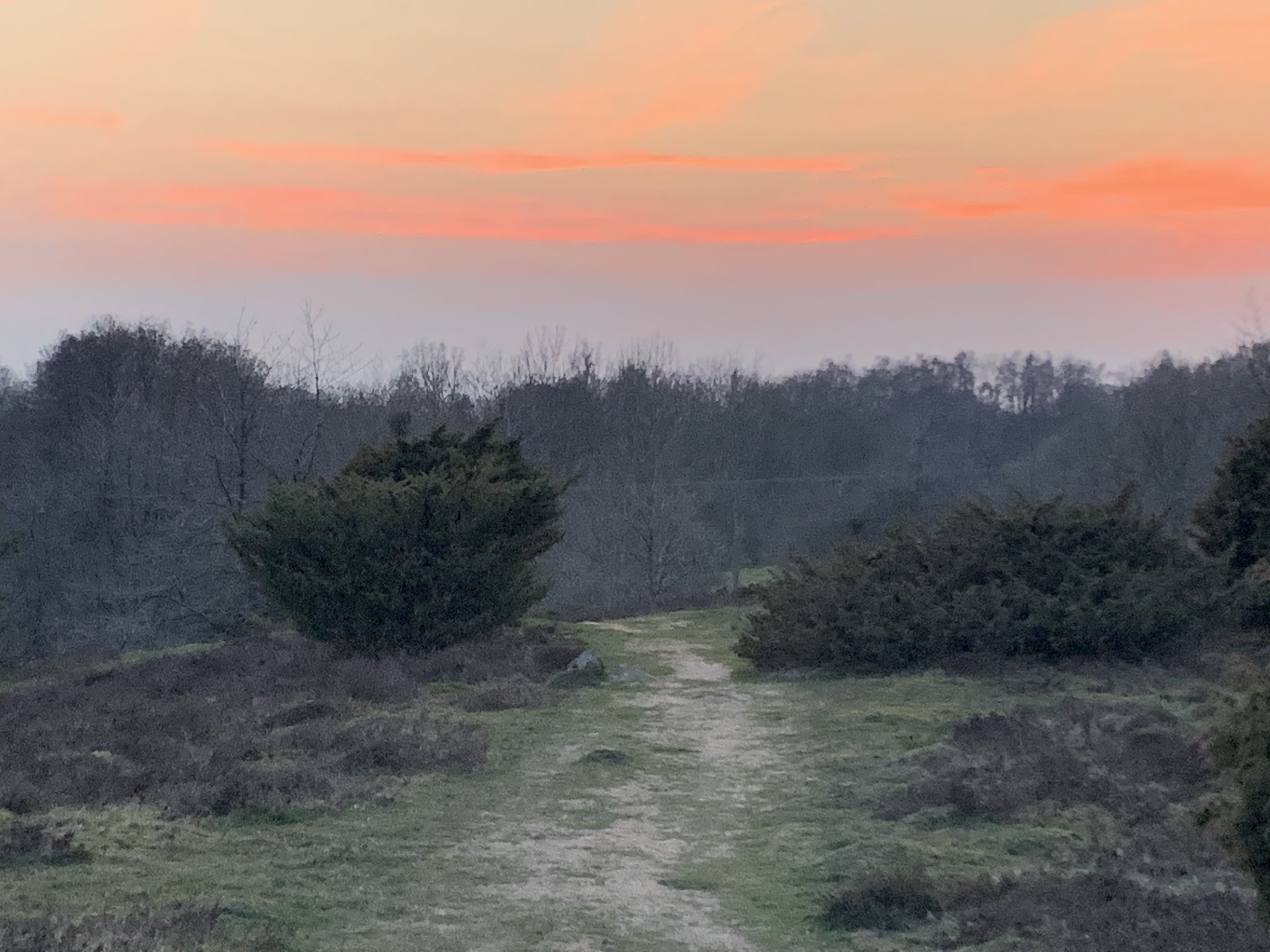